# Calyptotheca inclusa
Calyptotheca inclusa är en mossdjursart som först beskrevs av Thornely 1906.  Calyptotheca inclusa ingår i släktet Calyptotheca och familjen Parmulariidae. Inga underarter finns listade i Catalogue of Life.